# Camino (film)
Pour les articles homonymes, voir Camino.
Pour plus de détails, voir Fiche technique et Distribution.
Camino est un film espagnol réalisé en 2008 par Javier Fesser. Il s'inspire largement de la vie d'Alexia González-Barros, morte en 1985 à l'âge de 14 ans.

## Synopsis
Le film raconte les derniers mois de la vie de Camino, fillette de 11 ans éduquée selon les préceptes rigoristes de l'Opus Dei.

## Fiche technique
- Titre : Camino
- Réalisation : Javier Fesser
- Scénario : Javier Fesser
- Photographie : Alex Catalán
- Sociétés de production : Mediapro, Películas Pendelton
- Musique : Rafael Arnau, Mario Gosálvez
- Société de distribution : Altafilms
- Langue : espagnol
- Pays :  Espagne
- Genre : film dramatique
- Durée : 143 minutes (2 h 23)
- Date de sortie : 2008

## Distribution
- Carme Elias
- Nerea Camacho
- Jordi Dauder

## Récompenses
Après avoir reçu les prix José María Forqué et Sant Jordi, il obtient six récompenses lors de la 23e édition des Goya du cinéma : meilleur film, meilleur réalisateur, meilleure actrice (Carmen Elías), meilleur second rôle masculin (Jordi Dauder), meilleure révélation féminine (Nerea Camacho) et meilleur scénario original.